# Dälek
Pour les articles homonymes, voir Dalek (homonymie).
Dälek, stylisé dälek, est un groupe américain de hip-hop, originaire de Newark, dans le New Jersey. Le groupe se compose actuellement de MC Dälek, Mike Swarmbots, et rEK. Dälek publie son premier album studio, Negro Necro Nekros, en 1998, qui contribuera à sa popularité.

## Histoire
Oktopus et MC Dälek se rencontrent à la William Paterson University au milieu des années 1990 et commencent à travailler ensemble. MC Dälek arrête les études et investit dans un studio d'enregistrement. Le premier album du groupe Negro Necro Nekros est publié le 13 octobre 1998 au label Gern Blandsten, et bien accueilli par la presse spécialisée. Selon AllMusic, « l'album mêle des éléments de Faust, le grit rock de Velvet Underground, la densité du shoegazing, et un rythme IDM à des paroles colorées. » Il est enregistré entre août 1997 et janvier 1998. Après la publication de son premier album, Dälek est classé dans le top 100 du magazine américain URB. Pendant leur tournée en soutien à l'album, le groupe rencontre DJ Still et lui demandent de se joindre à eux. Dälek passe quelques années à jouer aux côtés de groupes et artiste tels que De La Soul, Prince Paul, DJ Spooky, Rye Coalition, Dillinger Escape Plan, The Pharcyde, et The Roots. Le deuxième album de Dälek, From Filthy Tongue of Gods and Griots, est publié au label Ipecac Recordings le 6 août 2002,. L'album, qui met cinq ans à être achevé, solidifie la réputation du groupe en tant qu'innovateur du hip-hop dans la veine d'Antipop Consortium et cLOUDDEAD.
En 2004, après sa signature au label Ipecac, Dälek publie son troisième album, Absence, le 7 septembre 2004, qui l'amène à son pic de popularité, puis son quatrième album Abandoned Language le 27 février 2007,. Quelques mois après, le groupe publie Deadverse Massive, Vol. 1 : Dälek Rarities 1999-2006, une collection d'anciennes chansons inédites,. En 2008, Dälek fonde son propre label, Deadverse Recordings, et publie ce même automne, l'album Halfway Homeless d'Oddateee. Toujours cette même année, MC Dalek finit les travaux de ses Deadverse Studios. Ici, lui et Oktopus se lancent dans un cinquième album méticuleux, Gutter Tactics, publié sur Ipecac le 27 janvier 2009.

## Discographie

### Albums studio
- 1998 : Negro Necro Nekros
- 2002 : From Filthy Tongue of Gods and Griots
- 2004 : Absence
- 2007 : Abandoned Language
- 2009 : Gutter Tactics
- 2010 : Untitled
- 2016 : Asphalt for Eden
- 2017 : Endangered Philosophies
- 2022 : Precipice

### Collaborations et EP
- 2000 : Megaton/Classic Homicide, split avec Techno Animal
- 2002 : Ruin It, en collaboration avec Kid 606
- 2002 : Dälek vs. Velma, split avec Velma
- 2004 : Derbe Respect, Alder, en collaboration avec Faust
- 2005 : Zu/Dälek, en collaboration avec Zu
- 2006 : Streets All Amped
- 2007 : My Education vs. dälek, en collaboration avec My Education[8]
- 2007 : Deadverse Massive Vol. 1 : Rarities 1999–2006[9]
- 2010 : Griots And Gods – Les Eurockéennes Festival Belfort 2010, collaboration avec The Young Gods[10]
- 2019 : Respect to the Authors, vinyle en édition limitée